# Annemoon van Dienst
Annemoon van Dienst (3 de febrero de 2003) es una deportista neerlandesa que compite en ciclismo de montaña en la disciplina de campo a través.
Ganó una medalla de bronce en el Campeonato Mundial de Ciclismo por Eliminación de 2023 y una medalla de bronce en el Campeonato Europeo de Ciclismo de Montaña de 2023.

## Medallero internacional
| Campeonato Mundial | Campeonato Mundial        | Campeonato Mundial | Campeonato Mundial |
| Año                | Lugar                     | Medalla            | Competición        |
| ------------------ | ------------------------- | ------------------ | ------------------ |
| 2023               | Palangka Raya (Indonesia) | Medalla de bronce  | Eliminación        |
| Campeonato Europeo |                           |                    |                    |
| Año                | Lugar                     | Medalla            | Competición        |
| 2023               | Sakarya (Turquía)         | Medalla de bronce  | Eliminación        |